# Nati nel 1721
| Questa pagina contiene informazioni ricavate automaticamente dalle voci biografiche con l'ausilio del template Bio e di un bot. L'aggiornamento è periodico e automatico e ricostruisce completamente la pagina. Se manca una persona in questa lista, sei pregato di non aggiungerla, ma accertati piuttosto che la sua voce biografica contenga il template Bio e che i dati anagrafici siano correttamente compilati. Se il template Bio manca, inseriscilo tu stesso o, in alternativa, metti l'avviso {{tmp\|Bio}} che ne segnala la mancanza. Se i dati riportati sono sbagliati, correggi direttamente la voce biografica; le modifiche saranno visibili in questa lista entro pochi giorni. Per chiarimenti vedi il progetto biografie. La lista contiene solo le 112 persone che sono citate nell'enciclopedia e per le quali è stato implementato correttamente il template Bio. Pagina aggiornata al 2 lug 2025. |

## Gennaio(8)
- 2 gennaio - John Manners, marchese di Granby, politico e generale inglese († 1770)
- 8 gennaio - Giovanni Federico di Schwarzburg-Rudolstadt, principe tedesco († 1767)
- 12 gennaio - Ferdinando di Brunswick-Wolfenbüttel, generale tedesco († 1792)
- 17 gennaio - Elisabetta Augusta del Palatinato-Sulzbach, nobile tedesca († 1794)
- 17 gennaio - Charles-Germain de Saint-Aubin, disegnatore e incisore francese († 1786)
- 17 gennaio - Edvige di Schleswig-Holstein-Sonderburg-Wiesenburg, duchessa tedesca († 1735)
- 23 gennaio - Joseph d'Albert, politico, magistrato e nobile francese († 1790)
- 30 gennaio - Bernardo Bellotto, pittore e incisore italiano († 1780)

## Febbraio(5)
- 3 febbraio - Friedrich Wilhelm von Seydlitz, generale prussiano († 1773)
- 7 febbraio - Gastone di Lorena, nobile francese († 1743)
- 8 febbraio - Ferdinando di Solms-Braunfels, principe tedesco († 1783)
- 17 febbraio - Pierantonio Serassi, filologo, letterato e presbitero italiano († 1791)
- 24 febbraio - John McKinly, politico irlandese († 1796)

## Marzo(10)
- 1º marzo - Juan Crespi, missionario spagnolo († 1782)
- 8 marzo - Elizabeth Chudleigh, nobildonna inglese († 1788)
- 9 marzo - Carolina del Palatinato-Zweibrücken-Birkenfeld, nobile tedesca († 1774)
- 16 marzo - Tobias Smollett, scrittore, storico e traduttore scozzese († 1771)
- 16 marzo - Augusto Filippo di Limburg-Stirum, vescovo cattolico e nobile tedesco († 1797)
- 19 marzo - Francesco Sabatini, architetto italiano († 1797)
- 21 marzo - Lodovico Bò, architetto italiano († 1800)
- 21 marzo - Charles Cathcart, IX Lord Cathcart, generale e diplomatico scozzese († 1776)
- 26 marzo - Nicolas Le Camus de Mézières, architetto e teorico dell'architettura francese († 1789)
- 29 marzo - Segherio Felice Seghieri, vescovo cattolico italiano († 1759)

## Aprile(7)
- 1º aprile - Carlo Maria Raimondo d'Arenberg, nobile e generale austriaco († 1778)
- 4 aprile - Pio Fantoni, ingegnere italiano († 1804)
- 6 aprile - Federico Cristiano I di Schleswig-Holstein-Sonderburg-Augustenburg, nobile danese († 1794)
- 15 aprile - Guglielmo, duca di Cumberland, generale britannico († 1765)
- 19 aprile - Roger Sherman, avvocato, politico e diplomatico statunitense († 1793)
- 21 aprile - Muzio Gallo, cardinale e vescovo cattolico italiano († 1801)
- 24 aprile - Johann Philipp Kirnberger, violinista, clavicembalista e compositore tedesco († 1783)

## Maggio(6)
- 5 maggio - Giuseppe Palmieri, economista italiano († 1793)
- 8 maggio - Giacomo Gradenigo, politico e militare italiano († 1796)
- 15 maggio - Dmitrij Michajlovič Golicyn, diplomatico e ufficiale russo († 1793)
- 17 maggio - Johann August Bach, giurista, storico e filologo tedesco († 1758)
- 18 maggio - Andrija Balović, presbitero, traduttore e storico montenegrino († 1784)
- 18 maggio - Giovanni Adolfo di Sassonia-Gotha-Altenburg, nobile tedesco († 1799)

## Giugno(1)
- 11 giugno - Thomas Howard, XIV conte di Suffolk, nobile e politico britannico († 1783)

## Luglio(10)
- 4 luglio - Girolamo Ascanio Giustinian, politico e diplomatico italiano († 1791)
- 4 luglio - Giovanni Gonzaga, nobile italiano († 1794)
- 9 luglio - Johann Nikolaus Götz, poeta tedesco († 1781)
- 14 luglio - Bernardino Giraud, cardinale e arcivescovo cattolico italiano († 1782)
- 15 luglio - Salvatore Ventimiglia, arcivescovo cattolico italiano († 1797)
- 20 luglio - Philippe-Auguste de Sainte-Foy, letterato francese († 1795)
- 26 luglio - Samuel von Brukenthal, giurista austriaco († 1803)
- 26 luglio - Filippo Salvatore Gilij, linguista italiano († 1789)
- 28 luglio - Pierre Jaquet-Droz, orologiaio svizzero († 1790)
- 31 luglio - Angelo Querini, politico italiano († 1796)

## Agosto(8)
- 1º agosto - Pierre-Augustin Guys, scrittore e viaggiatore francese († 1799)
- 4 agosto - Granville Leveson-Gower, I marchese di Stafford, politico inglese († 1803)
- 19 agosto - Philipp Friedrich Gmelin, botanico e chimico tedesco († 1768)
- 19 agosto - Filippo Maria Visconti, arcivescovo cattolico italiano († 1801)
- 22 agosto - Giacomo Melzi, collezionista d'arte italiano († 1802)
- 22 agosto - Luigi di Salm-Salm, nobile tedesco († 1778)
- 28 agosto - Charles-Louis Clérisseau, architetto francese († 1820)
- 29 agosto - Henry Ellis, politico e esploratore britannico († 1806)

## Settembre(14)
- 6 settembre - Fortunat Bergant, pittore sloveno († 1769)
- 10 settembre - Peyton Randolph, politico statunitense († 1775)
- 11 settembre - Giovanni Battista Bussi de Pretis, cardinale e vescovo cattolico italiano († 1800)
- 12 settembre - Martín de Mayorga, generale spagnolo († 1783)
- 13 settembre - Ignazio Renato Birago di Borgaro, architetto italiano († 1783)
- 14 settembre - Arthur Richard Dillon, arcivescovo cattolico francese († 1806)
- 15 settembre - Kazimierz Poniatowski, nobile e generale polacco († 1800)
- 16 settembre - Domenico Corvi, pittore italiano († 1803)
- 19 settembre - Préville, attore teatrale francese († 1799)
- 19 settembre - William Robertson, storico, storiografo e teologo scozzese († 1793)
- 20 settembre - Ernst Heinrich Abel, pittore tedesco († 1787)
- 25 settembre - Pietro Antonio Lorenzoni, pittore austriaco († 1782)
- 25 settembre - Luigi Vittorio di Savoia-Carignano, principe († 1778)
- 28 settembre - Giacomo Guerrini, pittore italiano († 1793)

## Ottobre(7)
- 5 ottobre - Giovacchino Gaspero Carcacci, artigiano italiano († 1780)
- 11 ottobre - François-Antoine Chevrier, scrittore francese († 1762)
- 13 ottobre - Claude de Thiard de Bissy, generale francese († 1810)
- 17 ottobre - Pierre Victor de Besenval de Brünstatt, generale francese († 1791)
- 19 ottobre - Joseph de Guignes, orientalista francese († 1800)
- 24 ottobre - Quirino Gasparini, compositore italiano († 1778)
- 25 ottobre - Pierre Talon, violoncellista e compositore francese († 1785)

## Novembre(5)
- 3 novembre - Giuseppe Torelli, matematico e letterato italiano († 1781)
- 6 novembre - Federico di Gesù, teologo tedesco († 1788)
- 9 novembre - Mark Akenside, poeta e medico inglese († 1770)
- 22 novembre - Marcantonio Marcolini, cardinale e arcivescovo cattolico italiano († 1782)
- 29 novembre - Maria Vittoria Ottoboni, nobile, scrittrice e attrice teatrale italiana († 1790)

## Dicembre(6)
- 6 dicembre - Guillaume-Chrétien de Lamoignon de Malesherbes, giurista e politico francese († 1794)
- 17 dicembre - Emanuele Maria Pignone del Carretto, vescovo cattolico e teologo italiano († 1796)
- 20 dicembre - Johann Georg Specht, architetto tedesco († 1803)
- 27 dicembre - Cristoforo Poggiali, bibliotecario e presbitero italiano († 1811)
- 28 dicembre - Maria Teresa del Liechtenstein, principessa austriaca († 1753)
- 29 dicembre - Madame de Pompadour, nobile francese († 1764)

## Senza giorno specificato(25)
- Louis Anseaume, drammaturgo francese († 1784)
- Felice Boscaratti, pittore italiano († 1807)
- Pasquale Carcani, letterato e filologo italiano († 1783)
- William Collins, poeta britannico († 1759)
- Henry Seymour Conway, generale e politico britannico († 1795)
- Kenton Couse, architetto britannico († 1790)
- Jean Baptiste Delafosse, incisore francese († 1806)
- Joseph Frederick Wallet Desbarres, cartografo britannico († 1824)
- William Draper, generale inglese († 1787)
- Antonio Giolfi, incisore e pittore italiano
- Bonfiglio Guelfucci, politico, presbitero e scrittore italiano († 1813)
- Elizabeth Hamilton, nobildonna scozzese († 1800)
- Richard Houston, incisore e pittore irlandese († 1775)
- Jean Huber, pittore svizzero († 1786)
- Hyder Ali, sultano e militare indiano († 1782)
- Roger Kemble, attore teatrale e impresario teatrale inglese († 1802)
- Giovan Battista Landeschi, presbitero e agronomo italiano († 1783)
- Giovanni Battista Lorenzi, librettista italiano († 1807)
- Giuseppe Marchetti, pittore italiano († 1801)
- Giuseppe Paladino, pittore italiano († 1794)
- Pëtr Ivanovič Panin, generale russo († 1789)
- Edmund Pendleton, politico statunitense († 1803)
- Andrej Ivanovič Tolstoj, politico e ufficiale russo († 1803)
- Benjamin Wilson, pittore e scienziato inglese († 1788)
- Gaetano de Bottis, naturalista italiano († 1790)